# Polystichum montevidense
Polystichum montevidense là một loài thực vật có mạch trong họ Dryopteridaceae. Loài này được (Spreng.) Rosenst. miêu tả khoa học đầu tiên năm 1906.